# Tumanian
Tumanian – miasto w Armenii, w prowincji Lorri. W 2022 roku liczyło 1500 mieszkańców. Siedziba dystryktu.